# Peggy Ann Garner
Peggy Ann Garner (* 3. Februar 1932 in Canton, Ohio; † 16. Oktober 1984 in Los Angeles, Kalifornien) war eine US-amerikanische Film- und Theaterschauspielerin, die auch als Fotomodell arbeitete.

## Leben
Peggy Ann Garner war das einzige Kind von Virginia Garner, geb. Swainston, einer Theaterschauspielerin, und William H. Garner, einem aus England stammenden Offizier der US Army. Ihre alles beherrschende Mutter war es, die sie bereits vor ihrem sechsten Lebensjahr in Theaterworkshops und auf den Laufsteg schickte. Im selben Jahr zogen Mutter und Tochter nach Hollywood, wo diese 1938 erstmals in einem Spielfilm zu sehen war. Ihre Eltern, die sich über die Erziehung der Tochter stets in Streit miteinander befanden, ließen sich 1947 scheiden. Peggy Ann selbst, die hin- und hergerissen wurde, suchte persönlich vor Gericht an, bei ihrem Vater leben zu können, jedoch ohne Erfolg.
In den frühen 1940er Jahren wirkte Garner erstmals in größeren Spielfilmen mit. 1943 stand sie zusammen mit Elizabeth Taylor in dem Filmdrama Die Waise von Lowood vor der Kamera. Sie verkörperte dort die Titelfigur der Jane Eyre als Kind. 1944 wirkte sie in der Cronin-Verfilmung Schlüssel zum Himmelreich mit, in der Gregory Peck die Hauptrolle spielte. 1946 wurde sie im Alter von 13 Jahren für ihre Darstellung in Ein Baum wächst in Brooklyn mit dem Juvenile Award – einem Ehrenoscar – ausgezeichnet. Zahlreiche späte Rollen jedoch blieben hinter dem erwarteten Erfolg zurück.
1950 debütierte Garner am Broadway und war bald ein bekanntes Gesicht in New York City. Sie spielte zudem ab den 1950er-Jahren in vielen Fernsehserien Gastrollen, ihre Filmkarriere kam jedoch während dieser Zeit endgültig zum Erliegen. Ab Ende der 1960er Jahre ließen die Schauspielrollen für Garner zusehends nach, sodass sie sich als Immobilienmaklerin und später als Autohändlerin ein zweites Standbein aufbaute. Ihr bekanntester Film aus der Spätphase ihrer Karriere war die 1978 produzierte Filmkomödie Eine Hochzeit von Robert Altman.
Peggy Ann Garner war dreimal verheiratet. Am 22. Februar 1951 heiratete sie Schauspieler Richard Hayes, von dem sie sich jedoch nach zweieinhalb Jahren, am 13. Oktober 1953, scheiden ließ. Am 16. Mai 1956 heiratete sie den Schauspieler Albert Salmi, mit dem sie ihr einziges Kind bekam, Tochter Catherine Ann Salmi. Die Ehe hielt bis zum 13. März 1963. Ihr dritter Ehemann, Kenyon Foster Brown, den sie am 7. August 1964 heiratete, gehörte der Mittelschicht an. Auch von ihm ließ sich Garner nach vier Ehejahren, 1968, scheiden.
Peggy Ann Garner, die mit einem Stern auf dem Hollywood Walk of Fame geehrt wurde, starb im Alter von nur 52 Jahren an Bauchspeicheldrüsenkrebs. Ihre Tochter Catherine Ann verstarb 1995 mit 38 Jahren an einem Herzleiden.

## Filmografie (Auswahl)
- 1938: Little Miss Thoroughbred
- 1939: Nur dem Namen nach (In Name Only)
- 1939: Blondie Brings Up Baby
- 1940: Abe Lincoln in Illinois
- 1942: The Pied Piper
- 1943: Die Waise von Lowood (Jane Eyre)
- 1944: Schlüssel zum Himmelreich (The Keys of the Kingdom)
- 1945: Ein Baum wächst in Brooklyn (A Tree Grows in Brooklyn)
- 1945: Junior Miss
- 1947: Daisy Kenyon
- 1949: The Lovable Cheat
- 1949: Bomba, der Dschungel-Boy (Bomba, the Jungle Boy)
- 1949: Raubkatze (The Big Cat)
- 1951: Teresa
- 1954: Die Spinne (Black Widow)
- 1961: Bonanza (Fernsehserie, Folge The Rival)
- 1963: Perry Mason (Fernsehserie, Folge The Case of Constant Doyle)
- 1967: Batman (Fernsehserie, Folge Ring Around the Riddler)
- 1968: Big Valley (Fernsehserie, Folge The Prize)
- 1978: Eine Hochzeit (A Wedding)
- 1978: Verrat an Julie Roy (Betrayal) (Fernsehfilm)
- 1980: Marilyn: Die Geburt einer Legende (This Year's Blonde) (Fernsehfilm)